# Raven De La Croix
Raven De La Croix, nome d'arte di Lynn Christie Ann Martin (New York, 24 agosto 1947), è un'attrice, costumista, ballerina e produttrice statunitense.

## Biografia
È nota principalmente per aver interpretato Le deliranti avventure erotiche dell'agente speciale Margò, diretto da Russ Meyer nel 1976. Ha interpretato inoltre una piccola parte nel cult movie The Blues Brothers - I fratelli Blues e nel 2006 ha vinto l'EBE Award, premio assegnato dall'International UFO Congress, per la sua interpretazione in Alien Secrets. È stata l'unica attrice di Russ Meyer che, dopo aver lavorato in un suo film, si è fatta ridurre il seno.

## Filmografia
- Le deliranti avventure erotiche dell'agente speciale Margò (Up!), di Russ Meyer (1976)
- The Happy Hooker Goes to Washington, di William A. Levey (1977)
- The Chicken Chronicles, di Frank Simon (1977)
- Jokes My Folks Never Told Me, di Gerry Woolery (1978)
- The Blues Brothers - I fratelli Blues (The Blues Brothers), di John Landis (1980)
- Hear No Evil, tv movie, regia di Harry Falk (1982)
- Screwballs, di Rafal Zielinski (1983)
- The Lost Empire, di Jim Wynorski (1985) (anche produttrice)
- 40 Plus, di Ovets Kanursky (1986)
- Heat and Sunlight, di Rob Nilsson (1987)
- Frankenstein vs. the Creature from Blood Cove, di William Winckler (2005)
- Alien Secrets, di Joseph John Barmettler (2006) (anche produttrice)